# کلوب جاز

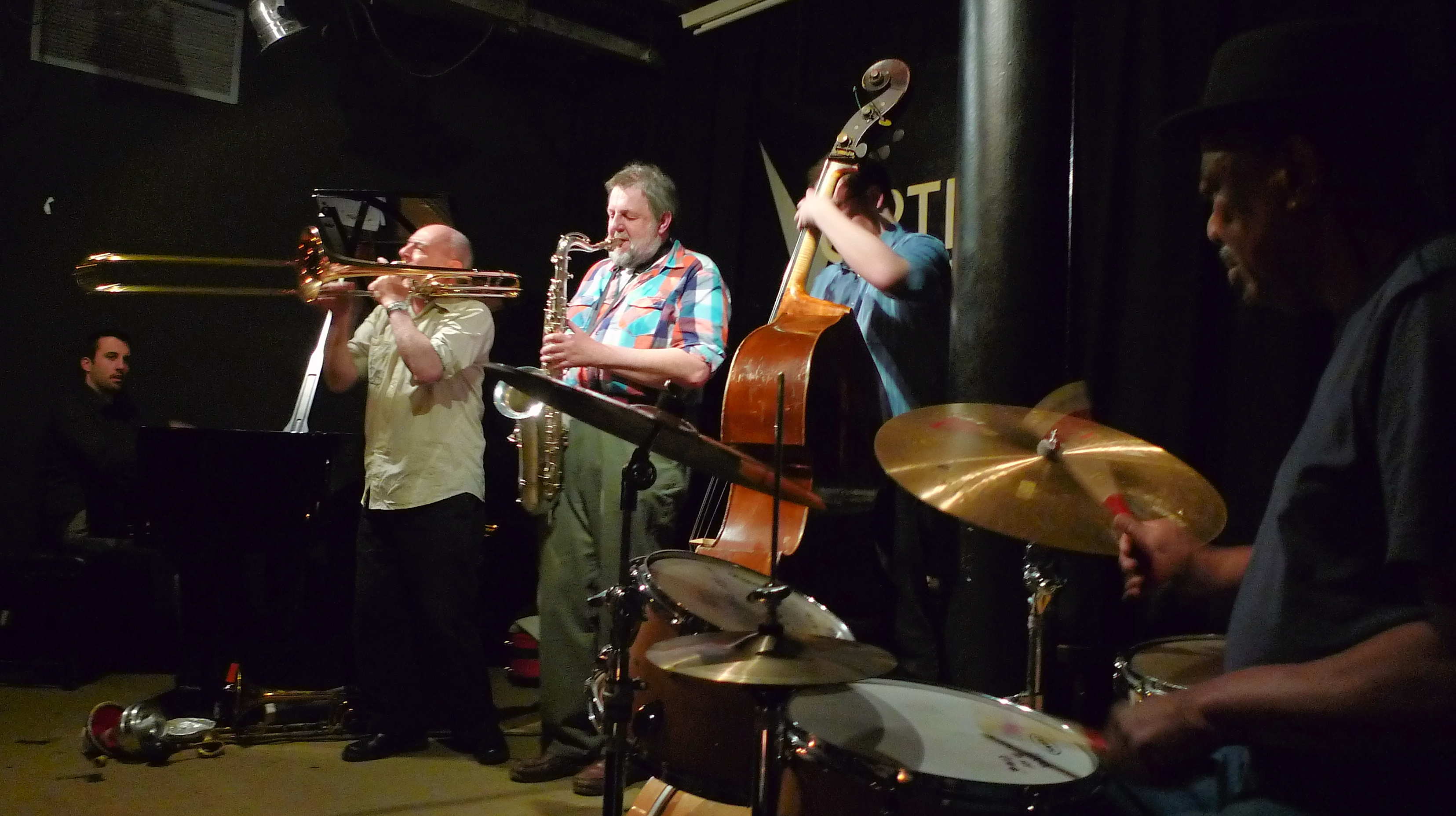
یک اجراء در کلوب جاز وُرتِکس (Vortex) در لندن، انگلستان

کلوب جاز یا باشگاه جاز یک محل برگزاری موسیقی است جایی که سرگرمی اصلی اجرای موسیقی زنده (کنسرت) در سبک جاز است، اگرچه برخی کلوب‌های جاز عمدتاً بر مطالعه یا ترویج موسیقی جاز تمرکز دارند. کلوب‌های جاز معمولاً نوعی کلوب شبانه یا بار (مکان) هستند که مجوز فروش مشروبات الکلی را دارند. کلوب‌های جاز در اتاق‌های بزرگ در دوره‌های جاز ارکسترال و جاز بیگ باند بودند زمانی که گروه‌های موسیقی بزرگ بودند و اغلب با یک بخش زهی تقویت می‌شدند. اتاق‌های بزرگ نیز در دوران سبک سوئینگ رایج‌تر بودند، زیرا در آن زمان، جاز به عنوان موسیقی رقص رایج بود، بنابراین رقصندگان به فضایی برای حرکت نیاز داشتند. با گذار به سبک‌های دهه ۱۹۴۰ مانند بیباپ و سبک‌های بعدی مانند سول جاز، ترکیب‌های کوچکی از نوازندگان مانند کوارتتها و تریوها بیشتر مورد استفاده قرار گرفتند و موسیقی بیشتر به یک موسیقی برای گوش‌دادن تبدیل شد تا نوعی موسیقی رقص. در نتیجه، باشگاه‌های کوچک‌تر با استیج‌های کوچک رایج شدند.
در دهه ۲۰۰۰، کلوب‌های جاز ممکن است در زیرزمین‌های ساختمان‌های مسکونی بزرگ، در مکان‌های خرید بزرگ یا در طبقات بالای مشاغل خرده‌فروشی یافت شوند. آن‌ها می‌توانند در مقایسه با سایر مکان‌های موسیقی، مانند کلوب‌های موسیقی راک، نسبتاً کوچک باشند که منعکس‌کننده فضای صمیمی و گرم نمایش‌های جاز و کاهش طولانی‌مدت علاقه عمومی به جاز هستند. علی‌رغم اینکه «باشگاه» نامیده می‌شوند، این مکان‌ها معمولاً انحصاری نیستند (برای ورود و خدمت‌گیری). با این حال، برخی از باشگاه‌ها در صورت پخش یک گروه زنده، هزینه پوشش دارند. برخی از کلوب‌های جاز پس از ساعات کاری یا در اوایل شب‌های هفته «جلسه‌های جم» را برگزار می‌کنند. در جلسات جم، هم نوازندگان حرفه‌ای و هم آماتورهای کاربَلَد معمولاً صحنه (استیج) را به اشتراک می‌گذارند.